# Architettura gotica e filosofia scolastica
Architettura gotica e filosofia scolastica (Gothic Architecture and Scholasticism) è un saggio dello storico dell'arte tedesco Erwin Panofsky edito dal 1950. 
L'autore fa un «esitante tentativo di correlare l'architettura gotica e la filosofia scolastica», tanto convergenti nella realtà del tempo che storici della filosofia e storici dell'arte danno loro, senza influenze esterne al proprio campo, la stessa collocazione temporale: Panofsky dimostra in cinque capitoli questa stretta relazione.

## Capitolo I
Il primo capitolo esplica il sincronismo dell'architettura gotica e della filosofia scolastica.
- L'Early Gothic architecture, che nasce con la abbazia di Saint-Denis al tempo dell'abate Suger, vede temporalmente accanto l'Early Scholasticism.
- L'High Gothic coi suoi primi trionfi a Chartres e Soissons vede contemporanea l'High Scholasticism, la scolastica classica di Alberto Magno, san Tommaso d'Aquino e san Bonaventura.

Le differenze tra il primo periodo e quello classico, in ambo i campi, sono le stesse: se nelle statue dell'High Gothic l'organizzazione dei corpi è più realistica e naturale, così la Summa della scolastica differisce dalle meno organizzate enciclopedie e dai Libri Sententiarium precedenti. Analogo nello svolgimento è anche il terminare di queste fasi classiche in una "graduale decomposizione del sistema esistente". Da un lato s'affievolisce la fiducia nel potere sintetico della ragione, punto cardine del discorso di Tommaso D'Aquino, dall'altro il tipo di cattedrale tende ad un modello più arcaico e meno sistematico. Gli esiti, triplici, nella filosofia, sono: l'irrigidimento in tradizione scolastiche, la volgarizzazione in trattati popolari come Somme-le-Roy e il Tesoretto di Brunetto Latini, l'intricarsi in discorsi d'un'elaborazione fittissima. Anche nell'architettura gli esiti sono tre: un gotico maturo "dottrinario" o estremamente semplificato o ricercatissimo.
Al Late Scholasticism seguono poi due correnti che, pur apparentemente contrapposte, Panofsky vede come "extrêmes qui se touchent": il misticismo antirazionale di Eckhart e il nominalismo di Ockham, stretti assieme da una nucleare componente di soggettivismo (intuizione filologica è l'uso prediletto della parola "intuitus" da entrambi i pensatori). 
Nello stesso tempo, in seno all'arte gotica si diffonde la ricerca prospettica di Giotto e Duccio tra il 1330 e il 1340, mentre la scultura apprendeva un "nuovo modo di concepire in funzione del processo di visione", costruendo come a presentare uno "spazio pittorico" agli occhi dello spettatore. Un nuovo criterio comune, la sensibilità al soggetto, è anche qui presente.

## Capitolo II
Qual è la natura del rapporto tra l'architettura gotica e la filosofia scolastica, in quest'arco «concentrato» (1130-1279) nell'«area di cento miglia che ha come centro Parigi»?
«È più concreto di un semplice parallelismo, e tuttavia è più generale di quelle influenze individuali esercitate su pittori, scultori, architetti da consiglieri eruditi«».
Panofsky utilizza la nozione di «mental habit», ma solo «riportando questo abusato luogo comune al suo preciso significato scolastico di principio che regola l'atto». E la forza formatrice di abitudini, «the habit-forming force» è, appunto, la filosofia scolastica.
Se i costruttori di chiese non leggevano direttamente i testi scolastici, certo la scuola, i sermoni e le disputationes de quolibet potevano offrire all'intelletto comune la cognizione di tutto lo scibile (che non si racchiudeva in «terminologie esoteriche»). La nuova figura del professionista urbano, poi, in rapporto paritario con professionisti di disparati ambiti, giovava alla comunicazione: e l'architetto nasceva come figura di spicco. Era un architetto professionista, un uomo di mondo, colto e d'un certo prestigio sociale. Scelto «propter sagacitatem ingenii», a lui si giunse a dedicare effigi in cui era ritratto nel reggere il modello della sua chiesa, cosa in precedenza limitata ai committenti; a lui poteva dedicarsi persino l'appellativo di «Doctor» (l'epitaffio di Pierre de Montereau indica quest'ultimo come doctor lathomorum) dunque «si era giunti a considerare l'architetto una sorta di scolastico».

## Capitolo III
In che modo il mental habit influenzava l'architettura?
Il contenuto concettuale della dottrina scolastica è da trascurare, quanto importa è il «modus operandi», che s'imprimeva subito alla mente del laico a contatto con lo scolastico.
Ma perché si capisca il modus operandi, Panofsky spiega il concetto di manifestatio, «primo principio regolatore della prima scolastica e della scolastica classica». Riportando san Tommaso d'Aquino, che scrive della ragione atta solo a chiarificare gli enunciati della sacra dottrina e non a verificarla, il compito della ragione risulta allora anche quello di delucidare cosa essa stessa sia: ambizione che rende comprensibili le derise pagine della classica Summa. Organizzata in uno schematismo rigidissimo, essa agisce su tre requisiti: 
- totalità (enumerazione sufficiente);
- disposizione sistematica di parti omologhe e parti di parti(articolazione sufficiente);
- distinzione e cogenza deduttiva (interrelazione sufficiente).

«il tutto intensificato dall'equivalente letterario della similitudines di Tommaso d'Aquino: terminologia suggestiva, parallelismus membrorum e rima».
Ne nasce un'articolazione sistematica mai prima conosciuta: se i classici erano divisi in libri, ecco finalmente i capitoli (e anche l'abitudine di noi moderni «inconsapevoli eredi della scolastica» di far riferimento, per un'esatta citazione, d'un'edizione a stampa ritenuta autorevole). I trattati conoscono parecchie divisioni: partes, membra/quaestiones/distinctiones, articuli.
Per il principio di manifestatio l'ordine e la logica del pensiero doveva essere tangibilmente esplicito: per Panofsky questo è il «Postulato della chiarificazione per il gusto della chiarificazione».

## Capitolo IV
Se si pensa alla Commedia dantesca, non solo nel contenuto ma nella stessa forma trinitaria, o all'approccio scolastico alla poesia di Dante nella Vita nuova (bisognerà aspettare Petrarca perché la ricerca d'eufonia preceda quella di logica) si capisce l'influenza enorme della filosofia scolastica: essa manifesta il principio chiarificatore persino in un'esplicazione di quanto potrebbe restare implicito, persino di quanto non è necessario. 
Arriva a trascurare l'ordine naturale di esposizione a favore di un'artificiale simmetria.
S'avvicina alla filosofia del XII secolo la moderna Gestalt quando parla di «poteri formativi dei processi sensoriali»: la scolastica ricorre ai sensi per sollecitare l'immaginazione, che chiarifica la ragione perché questa possa delucidare a proposito della fede. L'influenza nel discorso (le frasi ricorrenti, le rime) quanto nell'articolazione visiva (divisioni e suddivisioni continue) è evidente. Così nelle arti si giunge ad una complessa composizione.
- I portali sono esempi emblematici. Confrontando quello di Autun (1130) con quello centrale della facciata occidentale di Notre-Dame (1220), la maggior chiarezza del secondo è innegabile. Il timpano è diviso in tre registri che separano Cristo in trono dagli eletti e dai dannati, e questi dai risorti. Gli apostoli, precariamente inclusi nel timpano di Autun, in Notre-Dame sono limpidamente inseriti nelle strombature sopra le Virtù e i Vizi.

- Nella pittura Panofsky paragona due miniature, dall'XI secolo uno, dal XII l'altra: l'innovativa cornice, la ripartizione secondo concetti, l'unità dell'insieme ben articolata sono sviluppi in appoggio alla tesi del principio della manifestatio.

- Nell'architettura sono gli stessi protagonisti ad essere coscienti dei criteri intesi da Panofsky: Suger, l'abate di Saint-Denis, parla di «principio di trasparenza», e difatti l'architettura gotica rende il volume interno percepibile dalla struttura esterna in una sorta di proiezione architettonica.

Ed è proprio nell'architettura che i tre requisiti dell'esposizione letteraria della Summa scolastica sono percepibilissimi:
- Totalità: la cattedrale del gotico maturo incorpora nel suo linguaggio figurato la totalità del sapere, come sintetizza nella sua struttura tutti i motivi architettonici tradizionali eliminandone solo quelli che avrebbero compromesso l'equilibrio d'insieme (cripta, gallerie, eccedenza di torri)
- Organizzazione secondo un sistema di parti omologhe e parti di parti: la struttura è replicabile in una svariata quantità di rapporti. Dall'abolizione della varietà di forme romaniche della volta per la volta a crociera standard, e grazie alla tripartizione della navata e del transetto, è permessa una gerarchia in cui livelli logici sono incatenati in strette relazioni: ogni campata centrale con l'intera navata centrale con l'intera navata, e così via. La relazione è portata ai minimi particolari: i supporti verticali divisi in pilastri, fusti maggiori e fusti minori; le finestre, trifore e arcate cieche suddivise in contorni primari, secondari e terziari. E ancora: le nervature e gli archi modanati.
- Distinzione e cogenza deduttiva: l'unico limite al frazionamento in parti e parti di parti è che, nell'unità dell'insieme, sia percebile l'esistenza d'ogni elemento sia per se stesso sia in relazione coerente con gli altri. Il pilastro composto esprime tutte le caratteristiche del gotico maturo in questo senso: con le sue colonne che riprendono il motivo dell'arcata, le nervature diagonali e trasversali delle navate laterali e persino quanto rimane del muro della navata nel nucleo rettangolare.

Questa precisione porta Panofsky a considerare che 
«Siamo in presenza non di un razionalismo inteso in senso puramente funzionalistico, né di un'illusione intesa nel senso dell'estetica moderna dell'art pour l'art. Siamo al cospetto di ciò che può chiamarsi una logica visiva».
Il principio è sempre quello della manifestatio: gli elementi della cattedrale sono funzionali alla sua stabilità, la loro esposizione fa parte del chiarimento del processo.

## Capitolo V
Lo sviluppo in un secolo del gotico, uno sviluppo concentrato ma non coerente, s'articola in un procedere a sbalzi secondo quello che per Panofsky è il «secondo principio regolatore della scolastisca», la concordantia, «l'accettazione e la riconciliazione ultima di possibilità contraddittorie». Il richiamo agli scolastici qui si riferisce al fatto che il tentativo di conciliazione tra diverse affermazioni di actuoritates, persino opposte, divenne questione di principio quando Abelardo scrisse il Sic et non, dove mostrò in quante contraddizioni cadessero le auctoritates (tra cui, la Bibbia), le elaborazioni concilianti seguirono a fiotti, invasero le disputatio de quolibet e diedero forma al tipo d'argomentazione scolastica in:
- elenco di un insieme di autorità (videtur quod);
- confrontate ad un altro gruppo (sed contra);
- con una risoluzione conciliante finale (respondeo dicendum).

Gli architetti agiscono rispetto alle chiese del passato come gli scolastici rispetto alle auctoritates: motivi architettonici non possono essere respinti, ma solo conciliati, Panofsky lo dimostra nelle vicende del
- rosone
- disposizione del muro sotto il cleristorio
- la conformazione dei pilastri della navata

che si sviluppano in un succedersi di Sic et Non per giungere alla soluzione finale conciliante. Il progresso «a balzi» è compreso.

## Edizioni
- Erwin Panofsky, Architettura gotica e filosofia scolastica, a cura di Francesco Starace, traduzione di Antonio Petrella, Napoli, Liguori, 1986, ISBN 88-207-1503-1.
- Erwin Panofsky, Architettura gotica e filosofia scolastica, a cura di Francesco Starace, Milano, Abscondita, 2014, ISBN 978-88-8416-233-5.